# Formica eoptera
Formica eoptera é uma espécie de formiga do gênero Formica, pertencente à subfamília Formicinae.